# Бањани (племе)
Бањани су племе у Старој Херцеговини. 

## Опште одлике
Бањани су српско, динарско племе Старе Херцеговине и савремене Црне Горе у коју су ушли, незнатним дијелом 1860, а коначно 1878. године. Заузимају средишњи простор између Никшића и Билеће – од врхова Његоша до ријеке Требишњице, односно до данашњег Билећког језера. Површина им је, по слободној процјени, око 370 km². Налазе се између 42 степена, 45 минута, и 43 степена сјеверне географске ширине, а леже на 18-ом меридијану источно од Гринича, између 30 и 46 минута. Граниче се старохерцеговачким племенима: Голијом на сјеверу, Трепачким Рудинама на истоку, Граховом на југу, а на западу Републиком Српском и Опутним Рудинама. У прошлости је граница Бањана према југу и истоку била другачија. На том потесу племе се граничило са Риђанима, племеном које се распало до краја 17. вијека, па се на његовом простору формирају два нова племена – Грахово и Трепачке Рудине. Новоформирана племена су се, дакле, проширила и на дијелу бањске територије.
Планински вијенци Његоша и Сомине чине природну граници Бањана на сјеверу, док је од сјеверозапада према југозападу граница нешто отворенија и иде врховима Брековца, Братогошта, Тисовца и спушта се на Требишњицу, односно Билећко језеро. Јужна и источна граница Бањана иде брдовитом површи, без већих природних препрека.
Село Петровићи са ближом околином (приобаље Требишњице) зове се Доњи Бањани. То је најнижи дио племена и спушта се и испод 400 m надморске висине. Преостали дио племена зове се Горњи Бањани. Горњобањска села нижу се од 800 до 1.100 метара надморске висине. Планински врхови Јеловице су између 1.100 и 1.280 метара надморске висине. Врхови Сомине и Братогошта прелазе ову висину, а највиши врх Његоша, Равна главица, диже се изнад нивоа мора 1.721 метар. У средишњем дијелу племена налази се варошица Велимље, на самом ободу Велимљског поља. То је, у ствари, крашко пољице од 3 – 4 квадратна километра, а његов најнижи дио је нешто испод 800 m надморске висине и завршава се удубљењем попут лијевка, куда је некад у даљој прошлости отекла вода.
Ово је територија такозваног љутог краса; преовлађују мања и већа узвишења са наслагама кречњачких и доломитних стијена. Нешто мало обрадиве земље налази се у вртачама и на терасастим површима. Разумије се да оваква земљишна подлога омогућава оскудну вегетацију, а тим и више што кише слабо падају у вегетативном периоду (мај-септембар), а текућих (површинских) вода скоро и нема. Постоје само танушни извори живе воде на Његошу: Јама Матовића и Тупањска врела, затим у насељима Горњих Бањана: Крушка и Црни кук, па Сопот у Доњим Бањанима. Могао би се наћи и неки пиштет или бучалина, а то су сезонски изворчићи и без већег значаја за живот људи. И на Херцеговим лукама у Сомини постоји такође танушан извор-пиштет. Зато су људи овог краја приморани да праве базене у којима се скупља кишница.
Познато је да крашки терени, а посебно подручје љутог краса какви су и Бањани, трпи видне промјене због убрзаних ерозивних процеса који се неповољно одражавају на биљни и животињски свијет, као и на саму насељеност. У далекој прошлости овај крај није био оскудан водом, земљишним комплексима, па ни биљним и животињским свијетом. Испод Његоша извирала је Тупањска ријека која се пробијала кроз село Ријечане, које по њој и носи име. Сва је прилика да је и данашње Велимљско поље било под водом, које и до данас у току јесењих киша поплави.
Клима овог краја, зависно од рељефа, није јединствена. Бањско приобаље Требишњице (данас Билећког језера) има благу климу јер ту допире утицај медитеранског сунца. Претежни дио племена има умјерену континенталну климу, док само планински дио овог краја има одлике планинског поднебља. Оно по чему је племенска територија прилично уједначена јесте годишњи распоред и количина воденог талога.
Бањани су у неку руку сложено племе, јер поједина бањска братства имају одлику племена. То се са доста разлога може рећи за Копривице и Миљаниће, па и за нека друга братства. Наведена братства имају велики земљишни посјед у племену са својом братственичком црквом и, наравно, гробљем. Имају заједничку славу и стару традицију преко четири вијека, односно бар 15 кољена, па се у новије вријеме и међусобно орођавају. Имали су прваке племена и углед водећих братстава.
Бањани се први пут помињу 1319. године, у вријеме краља Милутина, чијој су држави и припадали. Име су добили по звању средњовјековних обласних господара: бан, а сматра се да је епоним племена био легендарни бан Русен. Ово се вјеровање сачувало у Горњим Бањанима, гдје се налази и заселак који је добио име по имену бана – Русеновићи. Доњебањци вјерују да је име племена дошло по косовском насељу Бањска, одакле и потичу, како се прича, породице из Доњих Бањана. Нека истраживања новијег датума упућују на то да је племе добило име по Власима (или власима) Бањанима који су као номади дошли из мјеста Бањане у Македонији.
Племенска слава Бањана је Јовањдан, мада има братстава који га не славе. Зборно мјесто (збора главица) племена било је Крушка, на којој су се одржавале племенске скупштине и доносиле важне одлуке. Неки су се зборови одржавали и у Манастиру Косијереву, а најчешће они који су имали значај ширег подручја. Одржавани су зборови и у Приградини на Почивалама, као и на Црном Куку, што је зависило од разних фактора.
Овај је крај увијек био периферија, односно крајина. Дакле, никада није био обухваћен централним дијелом неке веће административне јединице. То су и данас Бањани: крајичак Црне Горе и општине Никшић према Републици Српској. Место је и плаћало данак крајина на разне начине. Природно је да све инвестиције крећу од центра према периферији, па често до ње и не долазе. Тако се дешавало и Бањанима, који су и највише добијали кад су били капетанија и касније општина.

## О прошлости Бањана
Бањани су крај значајне праисторије и бурне а мало истражене историје. Црвена стијена, археолошко налазиште у Доњим Бањанима, говори да су на овом простору живјели људи палеолита, неолита и бронзе. А градине и бројне гомиле свједоче да је крај попримио и извјесне урбане одлике у бронзаном и гвозденом добу.
Историја ове територије почиње са Римљанима у чијој су се мрежи путева нашли и Бањани. У бањском селу Ријечани, куда је пролазила важна римска саобраћајница, изграђен је каструм Салтуа.
Словени су овај крај, као и његово шире окружење, населили у првој половини седмог вијека, потискујући проријеђено романско становништво у планинске врлети. Иако тада Словени нису познавали државно устројство, почели су га доста брзо изграђивати, а већ су имали локалне старјешине које су именовали бан и жупан. Крај је у раном средњем вијеку (осмо-девето стољеће) постао бановина и припадао је жупи Оногошт. Потом ће више жупа са Оногоштом формирати област Подгорје, која је припадала држави Дукљи.
Од осамдесетих година 12. вијека Дукља (Зета) улази у састав Рашке. Бањани ће у састав Рашке, дакле државе Немањића, остати непуна два вијека, а потом ће постати дио Босне, у којој ће остати непун један вијек – до пада под Турке (1466).
Захваљујући рељефу, дакле природном окружењу, овај је крај имао све потребне услове да се организује као посебна управна јединица, већ у старом вијеку. Вјероватно је ово била такође једна мања управна јединица (бановина) и у раном словенском периоду. Један микролокалитет у Бањанима се и зове Банова столица. Ту се и данас препознаје камено сједиште на коме је, како се вјерује, сједио бан у вријеме скупова које је ту сазивао. А касније, у доба Турака и по њиховој администрацији, крај је постао нахија, вјероватно и због тога што је и раније био са извјесном самоуправом. А то је и био један од чинилаца да се и у вријеме турско организује као племе са племенским представницима.
Основна ћелија за развој племена, како етнолози истичу, био је катун. Наиме, ово је сточарски крај са полуномадским узгојем стоке – љети на планини, дакле на катуну, а зими у свом сеоском насељу у ували. (Овај вид сточарства наслијеђен је од Влаха и других балканских старосједјелаца.) Један катун чинило би око двадесетак кућа, односно породица са катунаром на челу. А заједница од више сусједних катуна, често родбински повезаних, чинила је (од шеснаестог вијека) племе са војводом на челу. Значајну улогу у опстанку племена у вријеме Турака одиграло је и свјештенство, настојећи да одржи народ краја у православљу. Томе је погодовала и близина Старе Црне Горе, племенски организоване, па млетачког Котора и полузависног Дубровника, градова који су имали извјесне привредне и политичке везе са овим крајем.
Прве бањске војводе потичу из куће Петровића. Војвода Иван Петровић је савременик војводе Грдана Никшића. Петровићи су живјели у Доњим Бањанима, а од њих су данашња бањска братства: Кнежевићи, Поповићи и Пејовићи. Од средине седамнаестог до средине осамнаестог вијека Матовићи из бањског села Приградине давали су обор кнеза (тада се не помињу бањске војводе), па ће потом главни кнез бити из села Кленка. Кленчанин Петар Мулина наслиједио је кнежевство од Матовића из Приградине, које је постало насљедно. Сљедећи кнез је био син Петров – Баћо, а затим Васиљ Баћов, који ће узети презиме по оцу (Баћовић), које ће се усталити и за његове потомке. Њега насљеђује његов син Јован Баћовић, који је стекао и звање војводе. Погинуо је у бојевима за ослобођење Бањана од Турака (1862), као и његов насљедник војвода Максим Баћовић (1876). Потом је војводство прешло на Максимовог стрица Сима. Поред војводе, Бањани су имали и сердара. Истакнутији бањски првак прве половине деветнаестог вијека био је Раде Миљанић, из гласитог бањског братства, а његов син Ђоко добија звање сердара. Уз своје презиме (по оцу) Радовић, добио је и племенско име, односно презиме – Бањанин. Посљедњи сердар племена био је Марко Ђоков Радовић. Значајну улогу у племену имала су и нека друга бањска братства. Комненовићи су старо и некад врло моћно бањско братство. Подигли су цркву на Тупану почетком 17. вијека; господарили су добрим дијелом бањске територије и имали су катуне на Дурмитору. Гамбелићи, односно Миловићи, такође су стара и позната бањска кућа. Огњеновићи су имали такође племенске прваке током 18. и 19. вијека. И Копривице су старо бањско братство и најбројније у племену у посљедња два вијека. Они су и најпознатија свештеничка кућа у Бањанима. Више од три вијека давали су свештенике племену. Од Копривица је био и патријарх Арсеније IV Јовановић Шакабента.
Коначним уласком Бањана у границе Црне Горе, дакле њиховим ослобођењем од Турака (1878), племе постаје једна од црногорских капетанија са капетаном на челу. Први капетан ослобођених Бањана био је Гишан Радовић, који је кратко управљао капетанијом, а њега насљеђује Ђетко Пејовић Ераковић. Ђетка је наслиједио његов синовац Јевто Пејовић. У међуратном периоду, као и по Другом свјетском рату, Бањани постају општина среза Никшића, а предсједници општина су били из више бањских братстава. Од 1960. Бањани немају статус општине, већ су постали дио простране општине Никшић. Бањани су се бунили против политике књаза Данила, који се од Русије окренуо Француској. Данило је против бунтовника послао велику војску, да их умири.

## Становништво, насеља и братства Бањана
И све до појаве Словена овдје су живјела разна балканска племена и народи који су у првим вјековима Христове ере асимиловани од стране Римљана. Словени су и затекли поромањени балканско-јадрански регион, који ће се поново етнички претапати – словенизирати.
Динарска племена често воде поријекло од заједничког претка, као што је то примјер са Васојевићима, Бјелопавлићима, Озринићима. Али ово није случај са Бањанима. Но, можда би се и о томе могло говорити за средњовјековне Бањане. Неки извори говоре да су се Бањани напросто раселили у другој половини петнаестог вијека, увођењем турске власти, изгледа добрим дијелом да су их и Турци пресељавали из стратегијских разлога у западну Босну (долина Усоре), па су испражњени бањски простор населиле породице са разних српских страна, стварајући какав-такав комшилук и са нешто затеченог старосједјелачког становништва. Према томе, већина становништва Бањана потиче од избјеглица и ускока из разних српских крајева. Етнографи наводе да су овдје допирале сеобе Срба још од времена средњег вијека, са Косова и Метохије, Македоније, Босне и Херцеговине, Црногорских Брда и Старе Црне Горе. Тако су се формирали засебни родови-братства у шеснаестом и седамнаестом вијеку у Бањанима, обједињени у племе.
Живећи у ближем и даљем комшилуку људи овог простора су се доста родбински повезали (женидбом-удајом), па иако не потичу од заједничког претка, њихова се етничка и генеричка структура прилично изједначила. То су динарци, дакле динарски или епски Срби. Међутим, сами родослови бањских братстава, који уважавају поријекло по мушкој родној линији, говоре да поријекло ових људи вуче коријене из словенско-српске и старобалканске екумене. Рецимо, око половине бањског становништва, које је у племену живјело средином прошлог вијека, представља потомство Бањана старосједјелаца, који су на овом простору више од четири стољећа. А такође се сматра за један дио старосједјелаца да воде поријекло од несловенског народа – од Матаруга. Заправо, само се очувало предање о Матаругама као несловенском народу, мада се мора узети у обзир да су Словени (Срби) затекли и други несловенски свијет (Ромеје или Влахе), који су такође једна генеричка компонента у етносу Бањана. А познато је и то да су се они као номади помјерали у раном средњем вијеку са српског југоистока према јадранском приобаљу, па су се неки од њих могли задржати и у Бањанима. Разумије се да је био доминантан словенски етнички елеменат људи овог краја, који је већ до краја средњег вијека сасвим асимилизовао све те старобалканске етничке струје.
Велимље је једино насеље Бањана које је већ крајем деветнаестог вијека стекло статус вароши и живјело је као чиновничко-трговачко насеље све до 1960, када је изгубило статус општинског центра. Но, и даље се узима као варош са мјесном канцеларијом.
Бањска села су: Кленак, Копривице, Мацаваре, Миловићи, Миљанићи, Петровићи, Приградина, Ријечани, Тупан. Међутим свако од ових села има више заселака, односно мањих група кућа, које се могу издвојити и као посебна села. На примјер село Миљанићи обухвата чак пет група кућа, дакле посебне засеоке, који се могу третирати и као села, а то су: Дубочке, Мужевице, Русеновићи, Јеловица, као и њихово централно насеље: Миљанићи. Копривице такође чини више заселака: Реновац, Шаке, Чиста влака, Црни кук, Шљеме.
Бањани су у посљедња два вијека имали око четрдесет братстава. За то вријеме нека су братства ишчезла из племена – смањивало се њихово мушко потомство док није нестало, мада су томе дале допринос и честе емиграције из овог пасивног краја. А у посљедње пола стољећа неке су се бањске породице помјериле до оближњих градова, па више не живе у племену, али не отуђују своју имовину, дакле очевину. Има и примјера да су од једног братства настала два, што се неки братственички огранак званично проглашава посебним братством. Тако се потомци Рада Миљанића (прва половина 19. вијека) зову Радовићи. Како се Велимље изграђивало као варошица, као и развојем школства и саобраћаја, у овај су крај живјели краће или дуже и неки људи са стране, па их не можемо сматрати Бањанима. Али ако су њихове три генерације живјеле у племену, треба их узети у обзир као и друга бањска братства, па чак и када представљају смо једну породицу.
Средином прошлог вијека у Бањанима су живјеле породице (братства): Антовић, Баћовић, Бијеловић, Васиљевић, Глиговић, Говедарица, Драгић, Ђурковић, Елезовић, Ераковић, Зечевић, Капетинић, Кецојевић, Килибарда, Кнежевић, Ковач, Кокотовић, Комненовић, Копривица, Косановић, Кривокапић, Кртолица, Крушић, Лазаревић, Авлијаш, Лучић, Манојловић, Јововић, Марковић, Матовић, Милиновић, Миловић, Милошевић, Миљанић, Мирковић, Мићовић, Мишковић, Мркајић, Николић, Огњеновић, Орбовић, Папић, Пејовић,Пухало, Перовић, Поповић, Радојевић, Радовић, Рикић, Рупар, Сарић, Томашевић, Тркља, Спасојевић, Џелетовић.
Бањани су вјековима били живо имиграционо-емиграционо подручје, о чему је већ било ријечи. То, у извјесној мјери, важи и за остала динарска племена. Интересантно је да су многе знамените српске породице и појединци поријеклом из ових племена. Преци Николе Тесле и Николаја Велимировића су поријеклом из Бањана. Бањани су населили више мјеста у ваљевском крају, као и чувену Бранковину. Тако су поријеклом од Миљанића из овог племена породице Ненадовић (Алекса Ненадовић, прота Матеја Ненадовић, Јаков Ненадовић, Љуба Ненадовић), Бирчанин (Илија Бирчанин), Лазаревић (поп Лука Лазаревић). Рођени Бањани су патријарх Арсеније IV Јовановић Шакабента и владика Хаџи Сава Косановић.

## Споменици културе у Бањанима

### Стари вијек
Споменици културе обухватају веома разноврсне предмете и објекте које је људска рука у прошлости настојала да овјековјечи из духовних разлога. А шире гледано, и ствари и објекти из даље прошлости који су стварани из практичних, животних разлога могу се такође убројити у споменике културе. Зато је жрвањ из Црвене стијене који потиче из бронзаног доба, шире гледано, такође предмет споменичке природе. Споменичку вриједност имају и оне древне воде, ублови, којих има више на простору Бањана, а потичу из времена старог вијека, мада су се градили и касније.
Трагови кружних камених објеката на врховима појединих брда, такозване градине, расуте су широм Бањана, а потичу с краја бронзаног и почетка гвозденог доба. Њихова сврха није ни до данас разјашњена, али се тврди да то нису били стамбени објекти. Вјероватно су у питању сакралне градње, мада им се не искључује ни одбрамбени карактер.
Древне гробне гомиле нижу се старим путним правцима кроз Бањане и његово окружење. Наука их везује за рано гвоздено доба, халштат, али су неке настале, како се тврди, раније, а има и оних које су настале и касније. Многе од њих, оне мање, вјековима су растуране. Ипак је сачуван велики број њих. Поједине су велика, права мала камена брда, од по четири-пет метра висине, па можда и више, а у пречнику на земљи и до сто метара. Њихова је сврха утврђена: то су гробнице родовско-племенских вођа балканских епихораца. У ствари, обично се приписују Илирима. Оне које су претражене у сусједној Херцеговини показују да у свакој од њих има бар по један гроб, окренут у разним правцима, док у већим има и више гробова. Поред костура нађени су бронзани и гвоздени предмети - оружје ратника, као и женски накит.
Људи су запазили да у овом крају има покоји знак у камену. За неке од њих је сасвим јасно да их је у далекој прошлости исписивала људска рука, док су други за двоумљење: знакови које је уносила рука човјека или линије у стијенама настале природним путем.
Археолози су пронашли и један латинични натпис у камену у Ријечанима (Салтуа) из времена Рима.

### Средњовјековни споменици
Многе цркве које је подизала српска средњовјековна властела порушене су у доба Турака. Само су неке од њих обнављане и поново подизане у вријеме обнове Пећке патријаршије. Тако се и у ово наше вријеме откривају темељи неких средњовјековних цркава.
Данас у Бањанима нема ниједна црква ни манастир из средњег вијека. Али сва је прилика да је и овај простор у вријеме Немањића, па и нешто касније, имао сакралну градњу.
Треба поменути свакако манастир Косијерево.
У Бањанима има више релативно старих цркава. Њихову градњу историчари умјетности везују за вријеме обнове Пећке патријаршије, за крај шеснаестог вијека или за почетак седамнаестог. Али сва је прилика да су те цркве, или бар неке од њих, подигнуте на средњовјековним црквеним темељима.
Црква Светог Саве у селу Приградина, заселак Почивала, једна је од бањских цркава која је живописана у времену обнове Пећке патријаршије, односно самим почетком седамнаестог вијека. А по предању краја, она је најстарија црква у племену и подигнута је у вријеме Немањића. Додуше, по другој причи њу је подигао предак братства Матовића и Крушића који је заробљен на Косову и као потурчењак дао је новац за њену градњу. Такође се прича да је у доба Турака била неко вријеме потпуно заклоњена, у земљи, са тајним улазом за православне вјернике. И вјероватно је и овај храм настао на темељима неког средњовјековног храма. Он је данас под заштитом државе, углавном због свог живописа.
Црква Архангела Михаила је такође у Приградини, недалеко од вароши Велимља. Значај ове цркве је у томе што има статус саборног храма. Она нема зидно сликарство и подигнута је 1867. године. Међутим, она је подигнута на темељима неког ранијег храма, а о коме се не зна ништа. Вјероватно је то била средњовековна светиња Црква Св. Јована на Петровићима, заселак Дријенак, представља маузолеј првака овог мјеста из друге половине петнаестог вијека. У њој је сахрањен војвода Цвјетко Бањанин и његов син војвода Грбан Цвјетковић Бањанин.
Црква Архангела Михаила на Петровићима, заселак Стражница, потиче с краја шеснаестог вијека, а живописана је 1605, дакле је у вријеме војводе Бањана Ивана Петровића и била је породични храм Петровића.
Црква Св. Илије у рејону Петровића (Планик) је такође стара црква, са почетка седамнаестог вијека. Њу су подигли Мркајићи, братство овог краја.
За Бањане је карактеристично да су у њима честе братственичке цркве. Углавном, већа или пак сродна братства имају своје заједничке цркве. Комненовићи, Копривице и Миљанићи имају своје цркве. А сродна братства, Мирковићи и Перовићи имају заједничку цркву. То важи за Ераковиће и Килибарде, као и за нека друга сродна братства.
Бањани су познати и по стећцима. Наиме, они су близу један вијек били у границама Босне, која је иначе позната по овим споменицима. Они су у Бањанима углавном настали у петнаестом вијеку, мада су поједини могли настати нешто раније, па и касније. Има их на више мјеста. Подизани су на ранијим гробљима и данас их видимо код појединих цркава. Неки сматрају да су ово споменици богумила. Њихов изглед, па и релативна бројност не би то потврдили. Тешко је повјеровати да је Бањанима, који су у вријеме Немањића снажно закорачили у свијет православља, дошло пуно богумила. Неки су стећци са пуно орнаментике рађени, што више одговара једном средњовјековном властелину него неком добјеглом богумилу.
У Реновцу, засеоку Копривица, налази се једно камено сједиште, које се зове Банова столица.

## Задужбине
Наш је човјек у гајио осјећај за опште добро. Зато је он у посебним приликама прилагао свој новац или дио свог иметка за оно што има значај јавног добра. Тога је било и у Бањанима. На Тупану, једном од бањских села, постоји дио терена који се зове црквено земљиште. У ствари, то су земљиште некада у прошлости завјетовали људи манастирима. Безброј је примјера да су људи улагали своја добра за оправљање (или подизање) цркава, школа, сиротишта, путева, библиотека. Помагали су се самохрани, сиротни, сиромашни.
Легенде говоре да су и неки потурчењаци из Бањана помагали село из ког су потекли. Али није само легенда већ и чињеница да је Заим, потурчењак од Зечевића, дао новац да се у мјесту његових рођака сагради вода, која се по њему и зове Заимовача.
Владичина вода на Велимљу је задужбина Хаџи Саве Косановића, рођеног Бањанина и чувеног сарајевског митрополита, који се сукобио са окупационим мјерама које је у Босни и Херцеговини спроводио Бенјамин Калај.
Болницу на Велимљу основао је проф. Београдског универзитета др. Нико Миљанић, чији су преци из Бањана.
Аљо Радојевић је обезбиједио новац да се гради вода при Велимљском присоју, рачунајући да ће се унапређивати сточарство у крају.
Ћано Копривица је подигао фабричицу чепова на Велимљу, која је упошљавала око тридесетак радника, али је, нажалост, престала са радом у вријеме распада Југославије.